# Dynastie Čoson
Dynastie Čoson (hangul: 조선; hanča: 朝鮮), zvána též jako Dynastie I nebo Ri, byla korejská královská a později císařská dynastie, vládnoucí v letech 1392–1910 Koreji neboli království Čoson, později Korejské císařství. Dynastii založil v roce 1392 korejský generál I Song-ge, který svrhl dynastii Korjo a sám se stal králem. V roce 1897 se král Kodžong prohlásil korejským císařem, aby zdůraznil nezávislost Koreje. V roce 1910 ale byla Korea anektována Japonskem a dynastie tak o vládu nad Koreou přišla.

## Dějiny

### Korejské království

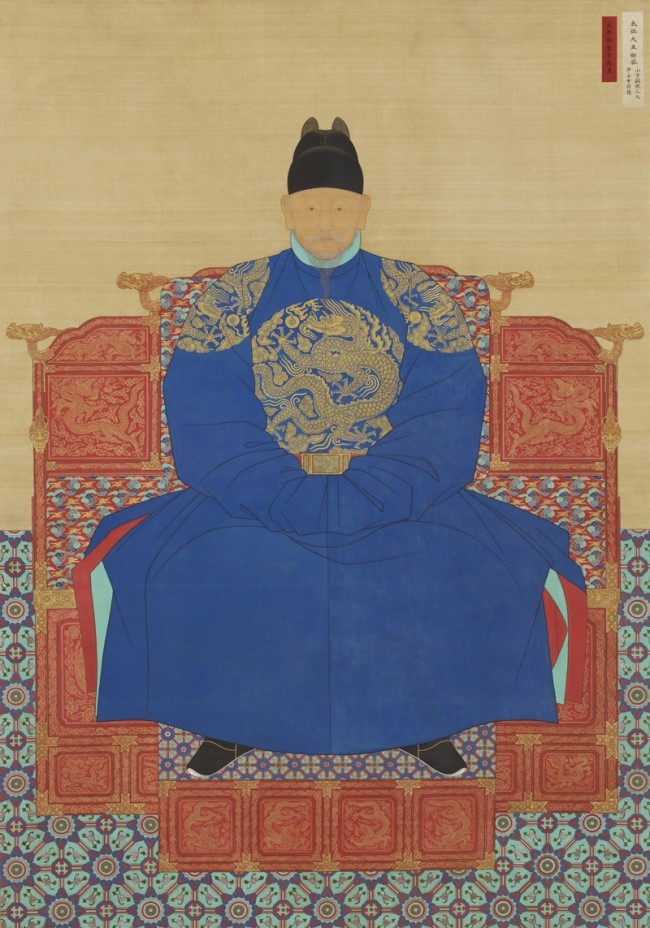
Zakladatel dynastie, král Tchedžo

V roce 1392 byl korejský generál I Song-gje poslán do Číny do bojů proti dynastii Ming. Namísto toho se ale spojil s Číňany, sesadil korejského krále a sám převzal vládu v zemi (znám je dnes pod svým posmrtným jménem Tchedžo). Královská dynastie dostala název Čoson (Země jitřní svěžesti), v Evropě je však známa jako dynastie I (severokorejským přepisem Ri). V roce 1394 se hlavním městem stal Hanjang-gun (dnešní Soul) a konfucianismus byl povýšen na státní náboženství.
V období za vlády krále Sedžonga Velkého (1418–1450), je vynalezena korejská abeceda hangul. Korejské království je napadeno Japonskem, které podnikalo invaze do Koreje v letech 1592–1598, později je také napadeno Mandžuskem v letech 1627–1636.

### Novodobá historie

Vlajka kolem roku 1856

Od roku 1830 se Spojené státy americké pokoušely vytvořit z Koreje svou kolonii a jejím prostřednictvím kontrolovat dění v Asii. V srpnu roku 1866 připlul ozbrojený kolesový parník Generál Sherman po řece Tchädonggang k Pchjongjangu s úmyslem prolomit korejský izolacionismus a získat pro Američany výhodné obchodní postavení. Místní úřady však obchodování odmítly a po sérii potyček s místními obyvateli byla loď na rozkaz korejských úředníku zapálena, což byl důvod k trestné výpravě Američanů o dva roky později. Poté museli Korejci ještě několikrát bojovat proti agresorům. Již v říjnu 1866 bylo sedm francouzských válečných lodí poraženo na ostrově Kanghwado. Mezitím se roku 1863 stal korejským králem Kodžong, poslední korejský král a první císař. V roce 1871 byla odražena zmíněná trestná výprava USA.
Poté, co se v roce 1894 rolnická armáda tonghak vzbouřila proti feudální vládě, korejská vláda požádala o pomoc čínskou dynastii Čching. Když se Japonci dozvěděli o přítomnosti čínských vojsk v Koreji, rozhodli se tam vyslat osm tisíc vojáků, pod záminkou ochrany japonských občanů žijících v Koreji. Když bylo povstání potlačeno, Čína Japonsku navrhla, aby obě vojska Koreu opustila. Japonsko to odmítlo a navrhlo Číně, že by mohli společně reformovat korejskou vnitřní správu a tak dosáhnout míru ve východní Asii. Čína to však považovala za zasahování do vnitřních záležitostí jiného státu.
V červenci 1894 napadla japonská armáda čínské loďstvo, a tak vypukla japonsko-čínská válka (1894–1895). Japonci měli po celou dobu převahu díky modernějšímu vybavení a lepší disciplíně. Nedalo se očekávat nic jiného než porážka Číny. A právě v důsledku porážky Číny, mocného souseda a ochránce Koreje v říjnu roku 1897 vyhlásil král Kodžong založení nezávislého Korejského císařství (Tähan čeguk) a sám se tak povýšil na císaře, stal se tak posledním korejským králem a předposledním korejským panovníkem. Přivlastněním titulu císaře směřoval k uznání Koreje jako státu nezávislého na Číně, ale i Japonsku, a to i tím, že titul korejského panovníka byl tím pádem rovný titulu panovníků Číny a Japonska.

## Společenské třídy
Za vlády dynastie Čoson existoval dědičný kastovní systém, který tvořila vznešená třída yangban, která se skládala ze šlechty a vysokých státních úředníků, střední třída jungin, kterou tvořili nižší státní úředníci, dále třída prostých obyvatel yangin a nakonec nejnižší třída cheonin, která zahrnovala „nečistá“ povolání jako jsou řezníci, ševci, koželuhové, šamani, kouzelníci, prostitutky, vězeňští střážci, baviči, nebo nobi, ekvivalent otroků a nevolníků. Nejnižší třída žila izolovaně od zbytku společnosti v uzavřených ghettech. V 15. až 17. století tvořila otrocká třída nobi nejméně 30 % obyvatel.

## Panovníci z dynastie Čoson

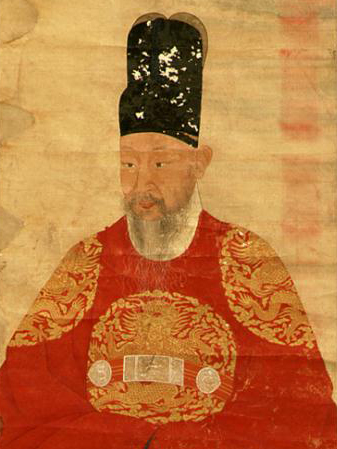
král Jongdžo
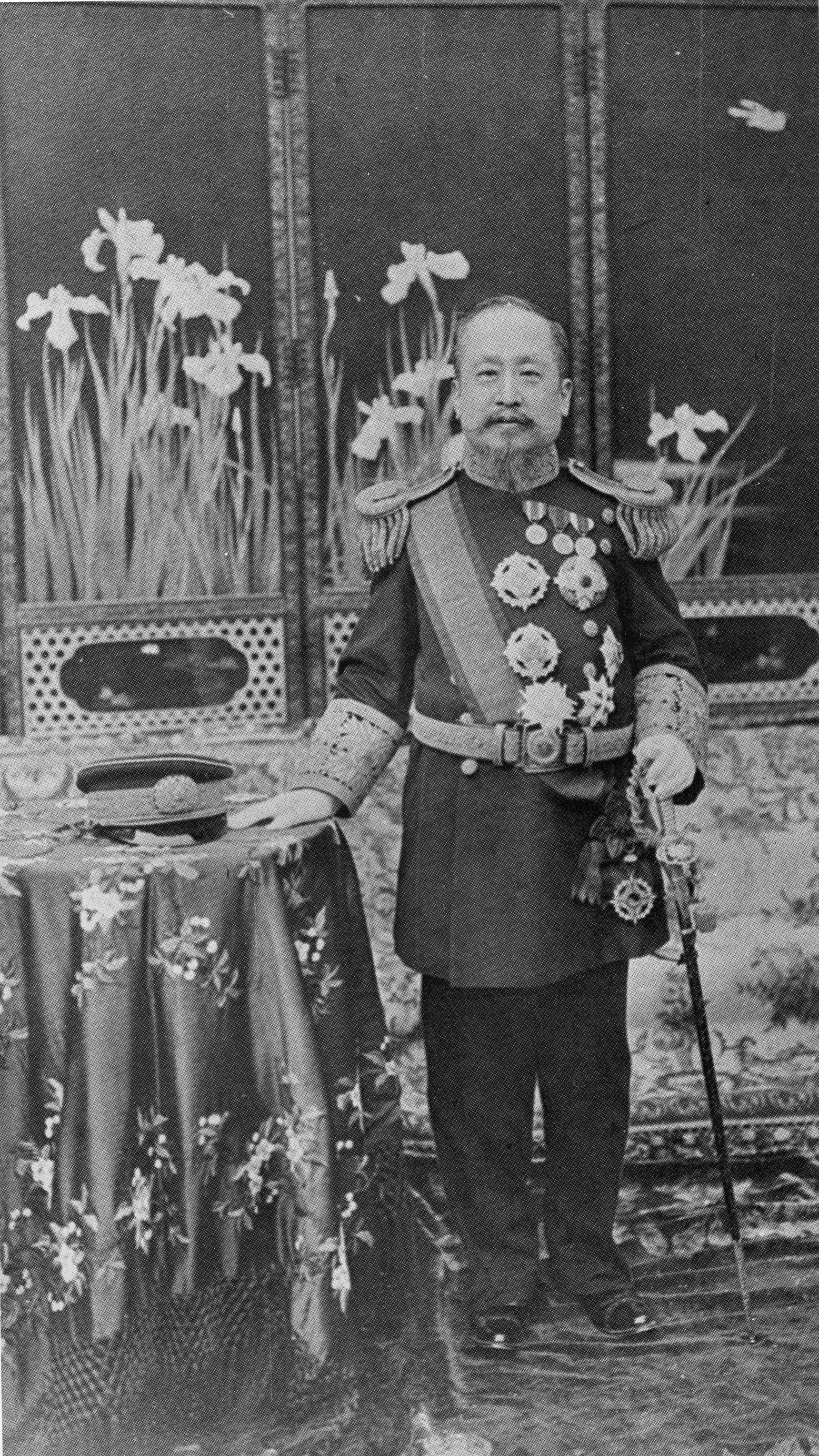
císař Kodžong
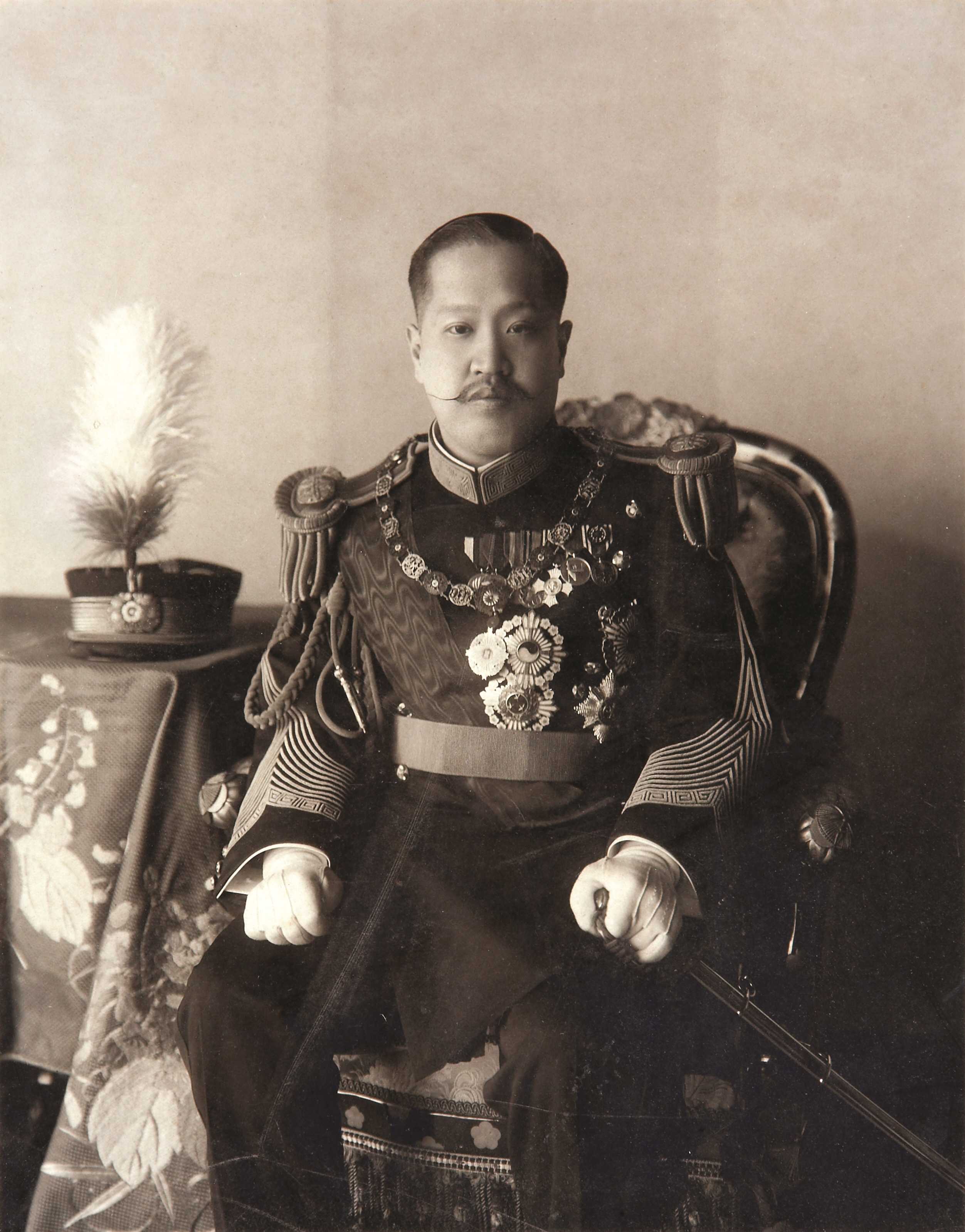
císař Sundžong

### Korejští králové
- Tchädžo – (1392–1398)
- Čongdžong – (1398–1400)
- Tchädžong – (1400–1418)
- Sedžong Veliký – (1418–1450)
- Mundžong – (1450–1452)
- Tandžong – (1452–1455)
- Sedžo – (1455–1468)
- Jedžong – (1468–1469)
- Songdžong – (1469–1494)
- Jonsangun – (1494–1506)
- Čungdžong – (1506–1544)
- Indžong – (1544–1545)
- Mjongdžong – (1545–1567)
- Sondžo – (1567–1608)
- Kwanhegun – (1608–1623)
- Indžo – (1623–1649)
- Hjodžong – (1649–1659)
- Hjondžong – (1659–1674)
- Sukdžong – (1674–1720)
- Jongdžo – (1720–1724)
- Jongdžo – (1724–1776)
- Čongdžo – (1776–1800)

- Sundžo – (1800–1834)
- Hondžong – (1834–1849)
- Čcholdžong – (1849–1863)

Znak království v 19. století

- Kodžong – (1863–1897), od roku 1897 císař, abdikoval, zemřel v roce 1919

### Korejští císařové
- Kodžong – (1897–1907), do roku 1897 král, donucen abdikovat ve prospěch syna, zemřel v roce 1919
- Sundžong – (1907–1910)

### Hlavy dynastie po roce 1910
- Sundžong – (1910–1926)
- Euimin – (1926–1970), jeho bratr
- Hoeun – (1970–2005), jeho syn
- Won Yi – (od 2005), jeho adoptivní syn, pravnuk císaře Kodžonga